# Левиафан (лайнер)
Левиафан (SS Leviathan) — второй трансатлантический лайнер класса «Император», первоначально построенный как немецкий лайнер «Фатерланд» (SS Vaterland). Второй из трёх лайнеров построенных немецкой компанией HAPAG для пассажирских перевозок, но менее чем через год его карьера была остановлена началом Первой мировой войны. В 1917 году он был захвачен США и переименован в «Левиафан».

## Предпосылки к созданию
После того, как германские государства объединились в 1871 году в Германскую империю, прусский король принял императорскую корону. После смерти императора в 1888 году, его внук взошёл на трон как Вильгельм II.
Вильгельм выражал искреннюю дружбу Великобритании, где его бабушка Виктория приближалась к концу своего правления. Британская империя все ещё была превосходящей, особенно из-за её господства в открытом море, но новый император намеревался бросить вызов британскому торговому флоту.
В 1889 году, Кайзер Вильгельм II посетил Военно-морскую выставку в Спитхете, которая была организована для празднования 50-летия правления королевы Виктории. Одним из участвующих судов был совершенно новый лайнер компании Уайт Стар Лайн «Тевтоник», который был переоборудован как вооружённый коммерческий крейсер. В течение осмотра «Тевтоника», сопровождаемый Принцем Уэльским, император решил, что Германии нужны подобные суда.

### Соперничество с британскими компаниями
В конечном счёте, самые лучшие судоходные компании Германии начали модернизировать флоты, строя большие, более быстрые и более роскошные суда. Великобритания была все ещё впереди, но когда Северогерманский Ллойд ввёл в строй лайнер «Кайзер Вильгельм дер Гроссе» в 1897 году, Германия оставила всех конкурентов позади. Он был не только самым большим судном (за исключением «Грейт Истерн»), но также самым роскошным и быстрым. В первом рейсе он отобрал Голубую Ленту Атлантики у «Лукании» Кунард Лайн, развив скорость приблизительно в 22,3 узла.
Дальше последовало непрекращаемое соревнование: строились более быстрые и более роскошные корабли. Эти суда были расценены как национальные символы, и это был вопрос национальной гордости и престижа — управлять прекраснейшим в мире лайнером. С деловой точки зрения эти суда были материально жизнеспособны благодаря массивной эмиграции из Старого света в Новый.
Германия продолжала обслуживать трансатлантичнеский маршрут, имея три лайнера Северогерманского Ллойда — «Кронпринц Вильгельм», «Кайзер Вильгельм II» и «Кронпринцессин Сесиль». В 1900 году, другое большое пароходство в Германии, Гамбург-Америка Лайн (или HAPAG) ввело в строй свой новый лайнер «Дойчланд».
Однако, Великобритания не была вне гонки. Уайт Стар Лайн, которая к настоящему времени оставила погоню за скоростью другим, построила четыре новых лайнера в период с 1901 года до 1907. «Селтик», «Седрик», «Балтик» и «Адриатик» образовали квартет беспрецедентного размера и роскоши. Кроме того, Кунард Лайн уже планировали ответ немецким пароходствам.
В 1907 году Кунард Лайн спустили на воду «Лузитанию» и «Мавританию». С этой парой Великобритания снова превзошла своих немецких конкурентов. С тоннажем более, чем 30 000 брт, «Лузитания» и «Мавритания» стали самыми большими в мире лайнерами. Оснащённые революционными паровыми турбинами, они стали самыми быстрыми движущимися объектами. Уайт Стар Лайн тоже несколько лет спустя спустила на воду «Олимпик» — первый лайнер, превысивший тоннаж 40 000 брт. Он должен был сопровождаться двумя братьями, тем самым обеспечив Уайт Стар Лайн премиальное положение. Но суда по-прежнему не были очень быстрыми.

### Планы
Но ещё раз Германия сумела найти выход из сложившейся ситуации. Управляющий директор HAPAG — Альберт Баллин — уже планировал новое трио судов, тоннаж которых превысит 50 000 брт. Первый из них был спущен на воду на верфях Вулкан в Гамбурге и назван «Император» в мае 1912 года, месяц спустя после злополучного первого плавания «Титаника». К настоящему времени, киль второго судна был уже заложен на верфях другого гамбургского судостроителя — Blohm & Voss.

## Строительство
В проекте первого судна был обнаружен серьёзный недостаток. Его центр тяжести был завышен, и корабль постоянно кренился в разные стороны, даже в самых спокойных водах. Чтобы исправить это, его трубы были укорочены, тяжёлый материал по его главным палубам был заменён более лёгким, и под второе дно был залит бетон. Это помогло, но проблемы останутся с ним до конца его карьеры. Дорогостоящий урок был извлечён, и HAPAG были настроены не повторить эту ошибку на будущих братьях «Императора».

### Спуск на воду
Второй лайнер был готов к спуску 3 апреля 1913 года. Первоначально его намеченным названием было «Европа». Так планировали назвать и первое судно класса, но националистические чувства победили и судно назвали «Император». Ещё раз такие чувства перевесили, когда Принц Баварии Руперт окрестил новое судно «Фатерланд» (нем. Vaterland — родина). Интересно, что три гиганта HAPAG были крещены мужчинами. Кайзер Вильгельм II крестил «Императора» и «Бисмарка».
Приблизительно 40 000 зрителей собрались по случаю такого события. Были приняты меры предосторожности, чтобы ничто не пошло не так, как надо. После церемонии был включён механизм запуска и огромный корпус начал своё движение в воду.
После успешного спуска на воду «Фатерланд» был отбуксирован на место отделки, где он был оснащён двигателями, трубами, мачтами и внутренним убранством. Было проделано много работы, прежде чем он мог войти в эксплуатацию. А тем временем отношения между Великобританией и Германией становились всё более напряжёнными.
Спустя чуть больше года «Фатерланд» был, наконец, готов. 29 апреля 1914 года он был закончен и передан Гамбург-Америка Лайн. Судно было уже ярко разрекламировано.

### Отличия от «Императора»
Хотя «Фатерланд» и был похож на «Императора», между двумя немецкими гигантами было несколько различий. «Фатерланд» был приблизительно на 2000 тонн больше и на 13 метров длиннее, чем его собрат, таким образом, «Фатерланд» был самым большим судном в мире. В отличие от Императора, «Фатерланд» не был оснащён бронзовым орлом на форштевне. Вместо этого его форштевень был более изысканно украшен золотым узором.
Строение мостика «Фатерланда» разительно отличалось от мостика «Императора»: мостик «Фатерланда» как бы нависал над основанием бака, выходя немного вперёд за пределы палубы. Внутренне также были существенные различия. На «Фатерланде» главный декоратор Чарльз Мюес имел возможность создать большие общественные зоны.

### Интерьеры
К услугам пассажиров первого класса были просторные общественные помещения, такие как зимний сад, гостиная и курительная комната. Был также ряд магазинов, бюро путешествий, банк и спортзал. Одна из самых прекрасных комнат на борту была у первого класса. Обеденный салон, который был украшен великолепной фреской на круглом потолке, окружённой пылающими лампами. «Фатерланд» мог разместить 752 пассажира первого класса, а два Императорских люкса и десять роскошных апартаментов были самыми красивыми каютами на судне. В каждом из них была спальня, гостиная и мраморная ванна.

### Изменения после гибели «Титаника»
После гибели «Титаника», безопасность была в центре внимания судостроителей, операторов и пассажиров. HAPAG приложил все усилия, чтобы сделать «Фатерланд» настолько безопасным, насколько возможно, и эти особенности безопасности были широко разглашены компанией. Судно было, например, оборудовано полной беспроводной системой телеграфа. 
Металлизация корпуса и отделка были усилены, также передняя мачта была оснащена большим прожектором, чтобы помочь в обнаружении айсбергов и других опасных объектов.

## Первый рейс
В четверг, 14 мая 1914 года, «Фатерланд» покинул Куксхафен недалеко от Гамбурга и отправился в своё первое плавание в Нью-Йорк. Как самое большее судно в мире, он привлёк большое внимание. Его владельцы были очень довольны их новым флагманом. Хотя позже случился немного позорный инцидент, когда капитан судна пытался отойти от пирса задним ходом без помощи буксиров. Обращаться с таким большим судном на реке Гудзон оказалось весьма трудно, и судно почти столкнулось с пирсом на противоположной стороне.
Но этот случай не имел особого значения, по сравнению с тем, что должно было случиться несколько месяцев спустя. 28 июня 1914 года, выстрелы в Сараево стали искрой, которая скоро зажжёт Первую мировую войну. Наследный принц Австро-Венгрии Франц Фердинанд был убит, и месяц спустя Австро-Венгрия объявляла войну Сербии. Из-за многих союзников Германия объявила войну России, Франции и Бельгии. Вскоре Великобритания объявила войну Германии.

## Первая мировая война

### Стоянка в Нью-Йорке
Европейские государства использовали коммерческие суда в военных целях. Но для Германской империи ситуация была самой тяжёлой: только пять судов были в немецких портах. 37 потенциальных военных судов были в нейтральных портах, и одним из них был «Фатерланд». Сделав только семь пересечений Атлантики, «Фатерланд» был в США, в Хобокене, и должен был отправиться обратно в Германию, когда началась война. 31 июля он получил приказ оставаться в Нью-Йорке и ждать дальнейших инструкций, так как у Германии была информация о том, что британские крейсеры попытаются перехватить его. Четыре дня спустя, Великобритания объявила войну Германской империи, и «Фатерланду» было приказано оставаться у его пирса в Хобокене.
Команде предложили вернуться в Германию, но больше половины из них захотела остаться с судном. Поскольку прошло много времени, они стали привыкать к их новому дому в Нью-Йорке. Члены команды плавали в Гудзоне летом, и катались на коньках зимой. В течение ранней стадии войны, немецко-американское сообщество использовало судно для банкетов и концертов. Но после трагедии с лайнером Лузитания, в США стали нарастать антигерманские настроения, и «Фатерланд» был объявлен «ограниченной территорией». Многие американцы видели судно как гнездо шпионажа, и только маленькая команда поддерживала судно в столь же хорошем состоянии, как и раньше.
Альберт Боллин видел в войне безумие. Боясь за свои суда, он предложил переоборудовать «Фатерланд» в нейтральное судно, которое перевозило бы вспомогательные поставки в Бельгию. Но его усилия были напрасны. 2 апреля 1917 года, президент Вудро Вильсон включил его в «военное Сообщение» на специальной сессии Конгресса. Было очевидно, что США собирались входить в войну против Германии и её союзников. Стоя перед угрозой конфискации, команда на борту «Фатерланда» не была готова отдать большое судно потенциальному врагу. Вместо этого они саботировали двигатели и котлы.

### Служба в ВМФ США
6 апреля 1917 года, Соединённые Штаты Америки вступили в войну. «Фатерланд» был реквизирован американскими властями, команда была перевезена на остров Эллис, где им предложили американское гражданство. Но с повреждёнными двигателями и котлами, судно должно было быть отремонтировано в дополнение к трансформации в транспортное судно. Однако, три месяца спустя он был преобразован в «Левиафан» и стал военным транспортом ВМС США.
«Левиафан» вошёл в военное обслуживание на Северной Атлантике, переправляя войска к европейским полям битвы. Его вклад был очень важен, он перевёз в общей сложности больше чем 100 тысяч солдат за 19 рейсов. Однажды на борту корабля было 14 416 человек — на то время самое большое число людей на одном судне.
К тому моменту уже было очевидно, какая воюющая сторона победит. Альберт Боллин, который выступал против войны с самого начала, понял, что конец был близок и что его компания потеряла свои суда. 9 ноября 1918 года он принял огромную дозу снотворного. На следующий день Альберт Боллин скончался в больнице Гамбурга.

## Американская служба («Левиафан»)

### Переоборудование в американский лайнер
Война подходила к концу. Для Германии Версальское соглашение было катастрофой: имперская Германия была обязана передать странам-победителям почти весь торговый флот, как военные репарации за суда, погибшие по вине немецких сил. В то время, как взамен погибшей 7 мая 1915 года «Лузитании» «Императора» отдали Кунард Лайн и переименовали в «Беренгарию», все ещё незаконченный «Бисмарк» был передан Уайт Стар Лайн и должен был быть закончен как «Маджестик». Судно должно было заменить затонувший 21 ноября 1916 года «Британник». «Левиафан» был передан американскому Судоходному Правлению, но его судьба была не ясной. В сентябре 1919 года он был поставлен на прикол в Нью-Йорке.
Лайнер оставался у пирса в Хобокене в течение более двух лет, в то время как политические деятели вели дебаты о том, что с ним делать. В конце, было решено передать его недавно сформированной Юнайтед Стейтс Лайн как флагман американского торгового флота. В 1921 году, его отослали для переделки в пассажирский лайнер.
Контракт на переоборудование бывшего немецкого флагмана был предоставлен недавно сформированному предприятию Gibbs Brothers Inc, возглавляемому военно-морским архитектором Уильямом Френсисом Гиббсом, который 30 лет спустя станет известным благодаря проектированию короля скорости «Юнайтед Стейтс». Первый приказ Гиббса состоял в том, чтобы получить чертежи судна, которые были необходимы для преобразования. Но, когда он связался с немецкими строителями, они потребовали 1 000 000 долларов, так как чертежи не были включены в Версальское Соглашение. Не желая платить такую сумму, Гиббс вернулся на верфь в Америку и начал огромную работу по измерению судна для составления собственных чертежей.
Но это была не единственная проблема. Военная служба «Левиафана» нанесла ему серьёзный урон, и судно нуждалось в капитальном ремонте. Были привлечены около 150 чертёжников и тысячи рабочих, чтобы вернуть судну его довоенный блеск. Оригинальное электрическое телеграфирование было демонтировано и полностью заменено, также бо́льшая часть слесарного оборудования на борту должна была быть полностью заменена. Сталь была укреплена, двигатели были восстановлены и пассажирские помещения были фактически восстановлены из ничего. После ремонта за 8 000 000 долларов в 1923 году «Левиафан» предстал перед миром, как совершенно новое судно.

### Испытания. Карьера
19 июня 1923 года «Левиафан» отправился на морские испытания. Они были успешными, судно развило внушительную скорость в 27,48 узла. Его тоннаж был повторно измерен и определён как 59 956 регистровыхтонн, но только потому, что американская система измерения отличалась от европейской. И хотя «Маджестик» Уайт Стар Лайн и был в действительности самым большим судном, Юнайтед Стейтс Лайн часто называло «Левиафан» «самым большим судном в мире».
Новый флагман Американского Торгового флота отправился в своё второе первое плавание в среду, 4 июля 1923 года, из Нью-Йорка в Саутгемптон. В то время он был самым большим коммерческим судном, когда-либо ходившим под звёздно-полосатым флагом. Он быстро заработал большую популярность, особенно среди американских туристов, которые хотели путешествовать на американском лайнере. В этом аспекте, будучи единственным большим американским судном, конечно, было преимущество. Но нехватка судна-партнёра привела к большим промежуткам между рейсами.
Другой проблемой был «Сухой закон», запрещавший алкоголь. Как на американском судне, на «Левиафане», — как на расширении американской территории, так же запрещались алкогольные напитки. Статус «сухого судна», конечно, сдерживал «Левиафана» в 1920-х годах. Также обслуживание на судне было скудным и не шло в сравнение с обслуживанием на британских или французских судах. Это ослабило репутацию судна.
Позже, в 1920-х годах, запреты были несколько ослаблены, и на «Левиафане» дали разрешение подавать алкогольные напитки, как только он выходил за пределы американских территориальных вод.

## Последние годы
Финансовая ситуация в это время становилась всё хуже и хуже, достигнув худшей отметки во время Краха в 1929 году. Очень немногие всё ещё могли позволить себе трансокеанский рейс. В 1931 году тоннаж «Левиафана» был уменьшен до невероятного — 48 932 брт. Это было сделано для экономии денег на гавани, которые оплачивались согласно размеру судна.
Это было признаком конца судна и в 1932 году оно было поставлено на прикол. Будучи известным и популярным, это был один из наименее успешных лайнеров эпохи 1920-х годов. В 1934 году, когда экономика немного оправилась, «Левиафан» совершил ещё четыре рейса в Саутгемптон, но был снова поставлен на прикол в Нью-Йорке в сентябре того же года. Позже было обнаружено множество структурных слабостей, например ряд трещин в его надстройке.
«Левиафан» оставался на приколе в Нью-Йорке до декабря 1937 года, когда он был продан на металлолом компании Metal Industries Ltd.